# سفارة الهند في روسيا
سفارة الهند في روسيا هي أرفع تمثيل دبلوماسي لدولة الهند لدى روسيا. تقع السفارة في موسكو وهي تهدف لتعزيز المصالح الهندية في روسيا.

## وصلات خارجية
- قائمة سفارات الهند
- قائمة السفارات في روسيا